# Золотая копейка
Золотая копейка (золотая чешуя, золотая новгородка) — русская монета, выпускавшаяся в XVII века. Изготавливалась из золота и соответствовавшая по весу обычной серебряной копейке.

## История
Первые русские золотые копейки чеканились во время противостояния Василия Шуйского с Лжедмитрием II в 1610 (по сведениям других источников в 1608) году. Монетным дворам не хватало серебра, и было решено теми же штемпелями, которыми до того чеканили серебряные монеты, чеканить золотые. Одновременно с ними выпускались и золотые деньги, которые весили и стоили в два раза меньше.
Золотые копейки Шуйского чеканились на новгородском монетном дворе и назывались «новгородки». На «новгородках» было отчеканено имя царя Василия Ивановича (Шуйского) и буквы «НРД», что расшифровывалось как «Новгород». Чеканка таких монет в Новгороде продолжалась и после оккупации города шведами. Одна из таких золотых копеек была обнаружена в мае 2002 года во Владимирской области.
Выпуск золотых копеек продолжили поляки, захватившие Москву с 1610 по 1612 год уже от имени польского князя Владислава Жигимонтовича. Чеканили их из золотых слитков, вероятно, находившихся в казне, для выплат «служилым людям».
1 золотая копейка равнялась 10 серебряным. Есть сведения, что это было выгодно казне, поскольку реальный курс был 1 к 9. Отчеканено золотых копеек было не очень много. В музеях и коллекциях хранится меньше 50 экземпляров.
Золотые деньги, и копейки в частности, использовались не только в качестве платежного средства, но и как награда. В них прокалывали дырочки и носили на себе. В коллекции золотых монет Эрмитажа есть золотые копейки как с дырочками, так и без них.
Официальное хождение золотые копейки имели ещё полвека после Смуты. Они встречаются в кладах 1650-х и рубежа 1650-х и 1660-х годов. Возможно золотые копейки в каком-то количестве продолжали чеканить и при первых Романовых, Михаиле Фёдоровиче и Алексее Михайловиче.

## Описание
Диаметр монеты: от 9,4 до 11,9 мм. Вес — чуть больше полуграмма. На аверсе изображён царь-всадник с опущенным копьем в руке. На реверсе — титул царя, по приказу которого отчеканена монета.